# 折衷鹦鹉

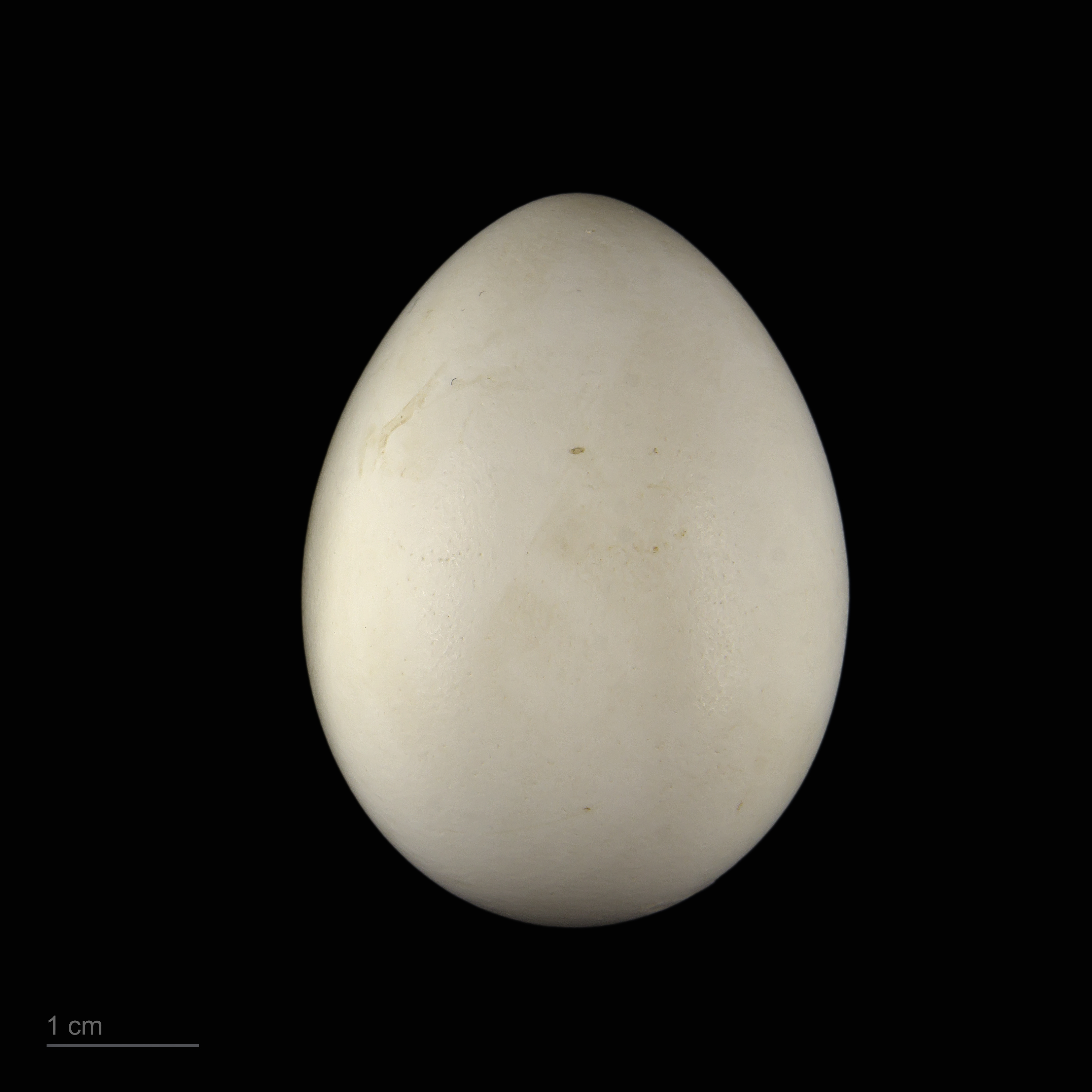
卵 Eclectus roratus

折衷鹦鹉（学名：Eclectus roratus），又名大紫紅鹦鹉，是鹦鹉科中的一种，属于留鸟。主要分布于印度尼西亚、新几内亚、澳大利亚及索羅門群島等國。主要栖息于热带雨林和低地森林当中。
折衷鹦鹉雌雄的身体颜色非常不同。雄鸟为翠绿色，翼下和两肩呈猩红色；雌鸟是深红色，腹部带蓝紫色。

## 物種
折衷鸚鵡約有10個亞種：
1. 弗斯馬瑞折衷鸚鵡（Eclectus. r. vosmaeri）
2. 衛斯特曼折衷鸚鵡（Eclectus r. westermani）
3. 華貴折衷鸚鵡（Eclectus r. roratus）
4. 紅邊or新幾內亞折衷鸚鵡（Eclectus r. polychloros）
5. 艾魯折衷鸚鵡（Eclectus r. aruensis）
6. 澳洲折衷鸚鵡（Eclectus r. macgillivrayi）
7. 所羅門島折衷鸚鵡（Eclectus r. solomonensis）
8. 比亞基折衷鸚鵡（Eclectus r. biaki）
9. 柯內利亞折衷鸚鵡（Eclectus r. cornelia）
10. 塔寧巴或瑞德利折衷鸚鵡（Eclectus r. riedeli）